# ماجد الجعفری
ماجد الجعفری (عربی: ماجد الجعفري؛ زادهٔ ۲۵ فوریهٔ ۱۹۸۶) یک بازیکن فوتبال در لیگ حرفه‌ای فوتبال عربستان در تیم نجران است.